# Mizuki Ikeda
Mizuki Ikeda (japanisch 池田 瑞紀 Ikeda Mizuki; * 6. August 2004 in Ōnojō) ist eine japanische Bahnradsportlerin, die auf Ausdauerdisziplinen spezialisiert ist.

## Sportlicher Werdegang
Ikeda stammt aus der Präfektur Fukuoka. An der Mittelschule praktizierte sie noch Basketball. Beim Wechsel auf die Oberschule in Kurume trat sie der dortigen Radsportsektion bei. 2022 gewann sie die japanischen Schulmeisterschaften in der Einerverfolgung. Bei den Asienmeisterschaften im Juni 2022 konnte sie sich bei den Junioren mit einer Silbermedaille im Scratch auszeichnen, bei der Junioren-WM zwei Monate später wurde sie zusammen mit Maho Kakita Vize-Weltmeisterin im Madison.
Ab 2023 fuhr sie in der Elite-Nationalmannschaft und bildete mit Yumi Kajihara, Tsuyaka Uchino und Maho Kakita ein Gespann, das die Mannschaftsverfolgungs-Wettbewerbe bei den Asien-Meisterschaften 2023 und 2024 sowie den Asienspielen gewann. Auch individuell konnte sie bei den Asienmeisterschaften Medaillen gewinnen, so im Punktefahren (2023), im Scratch (2024) und im Omnium (2025). Mit dem japanischen Bahn-Vierer nahm sie 2024 an der olympischen Mannschaftsverfolgung teil.
Im Straßenradsport fuhr Ikeda als Mitglied der Nationalmannschaft die Tour de l’Avenir Femmes 2023, wo sie den 66. Platz belegte. 2025 gewann sie bei den Asienmeisterschaften mit dem Team die Silbermedaille in der Mixed-Staffel. Im Februar 2025 schloss sie sich dem neu gegründeten Schweizer UCI Women’s Continental Team Nexetis an, das mit dem Bauunternehmen NIPPO auch einen japanischen Sponsor hat, um vermehrt an Straßenradrennen teilzunehmen.

## Erfolge

### Bahn
2022
 Asienmeisterschaften (Junioren) – Scratch
 Weltmeisterschaften (Junioren) – Madison (mit Maho Kakita)
2023
 Japanische Meisterin – Madison (mit Yumi Kajihara), Mannschaftsverfolgung (mit Kie Furuyama, Tsuyaka Uchino und Maho Kakita)
 Asienmeisterin – Mannschaftsverfolgung (mit Yumi Kajihara, Tsuyaka Uchino und Maho Kakita)
 Asienmeisterschaften – Punktefahren
 Asienspiele – Mannschaftsverfolgung (mit Yumi Kajihara, Tsuyaka Uchino und Maho Kakita)
2024
 Asienmeisterin – Mannschaftsverfolgung (mit Yumi Kajihara, Tsuyaka Uchino und Maho Kakita)
 Asienmeisterschaften – Scratch
 Japanische Meisterin – Madison (mit Tsuyaka Uchino), Mannschaftsverfolgung (mit Tsuyaka Uchino, Maho Kakita und Ayana Mizutani)
2025
 Asienmeisterin – Omnium, Mannschaftsverfolgung (mit Yumi Kajihara, Tsuyaka Uchino und Maho Kakita)

### Straße
2025
 Asienmeisterschaften – Mixed-Staffel